# الحبيب الأولي (أغنية)
الحبيب الأولي، أغنية أصدرت عام 2006 وهي ضمن ألبوم حسين الجسمي 2006 من كلمات ساهر وألحان فهد الجسمي وغناء حسين الجسمي.

## كلمات الأغنية
- مالحب الا للحبيب الأول - الجرح من ايده يطيب وينجلي
- لو عشت عمر - بلا في هالحياة
- يكفيني من حبه - مافات والذكريات
- مالحب الا للحبيب الأول - الجرح من ايده يطيب وينجلي
- بحر الهوى ياسامعين - ماله دوى
- مايروي قلب العاشقين - مهما روى
- مالحب الا للحبيب الأول
- الجرح من ايده يطيب وينجلي جمال الروح